# Neoniphon opercularis
Neoniphon opercularis är en fiskart som först beskrevs av Valenciennes, 1831.  Neoniphon opercularis ingår i släktet Neoniphon och familjen Holocentridae. Inga underarter finns listade i Catalogue of Life.